# Eleutherodactylus ocreatus
Eleutherodactylus ocreatus là một loài ếch trong họ Leptodactylidae.
Nó được tìm thấy ở Ecuador và có thể cả Colombia.
Môi trường sống tự nhiên của nó là các khu rừng vùng núi ẩm nhiệt đới hoặc cận nhiệt đới, đài nguyên, và đồng cỏ ở cao nhiệt đới hoặc cận nhiệt đới. Loài này đang bị đe dọa do mất môi trường sống.